# Ideorhipistena occipitalis
Ideorhipistena occipitalis es una especie de coleóptero de la familia Mordellidae. Es la única especie del género Ideorhipistena.

## Distribución geográfica
Habita en el archipiélago de Bismarck, en las islas de Nueva Bretaña y Yalom.